# Planina Prevala
Planina Prevala leži na 1311 metrih na sedlu Preval nad Šentansko dolino, iz katere je speljana tudi gozdna cesta. 
Na planini se nahaja planinska koča, postavljena leta 1952. Na njenem mestu je že stala koča, a je bila požgana med drugo svetovno vojno.

## Zgodovina
Planina je bila sprva v lasti gospodarjev z gradu Kamen, kasneje pa so zemljo odkupili kmetje z Vrbenj in Zgoše. Planina je postala planšarija; glavna dejavnost je postala predelava mleka.

## Dostopi
- iz Ljubelja po Bornovi poti (90 minut)
- iz doline Drage

Planina služi tudi kot izhodišče za vzpon na Begunjščico, ena od poti vodi neposredno na vrh, druga pa preko Roblekovega doma.